# Синдейка
Синдейка — река в Серовском городском округе Свердловской области, правый приток реки Тальма. Длина реки 20 км. Исток на водоразделе рек Лозьва и Сосьва, в 2 км севернее истока реки Ушма. От истока течёт преимущественно на восток. Протекает через озеро Синдейское, затем течёт по северной части болота Аничково. Берега местами заболочены. Впадает в Тальму в 56 км от устья последней. Уровень уреза воды устья 64,0 м.

## Данные водного реестра
По данным государственного водного реестра России, Синдейка (указана как река без названия) относится к Иртышскому бассейновому округу, водохозяйственный участок реки — Тавда от истока и до устья, без реки Сосьвы от истока до водомерного поста у деревни Морозково, речной подбассейн Тобола, речной бассейн Иртыша.
Код объекта в государственном водном реестре — 14010502512111200009489.